# Vlčí jáma (film)
Vlčí jáma (anglicky Wolf Trap) je černobílý film režiséra Jiřího Weisse z roku 1957, natočený podle stejnojmenného románu Jarmily Glazarové. V hlavních rolích se představili Jana Brejchová, Jiřina Šejbalová a Miroslav Doležal.

## Děj
Po první světové válce přijíždí do maloměsta na Opavsku ke svým pěstounům sirotek Jana (Jana Brejchová). Pěstouny jsou Robert Rýdl (Miroslav Doležal), starosta města a veterinář, a jeho manželka Klára (Jiřina Šejbalová). Kláru Jana oslovuje tetičko, Roberta otčíme. Klára je starší než Robert, na první pohled přívětivá a starostlivá, postupně však Jana poznává, že Klára je majetnická a panovačná. Svého manžela Klára oslovuje „Bobečku“ nebo „tajtrlíčku“. Klára kazí Janě a Robertovi drobné okamžiky štěstí, třeba když Robert hraje písničku nebo si s Janou prohlíží motýla. O neteři svého muže, která jí přešívá šaty, Klára říká, že jí jde jen o dědictví. Když jednou v noci neteř mluví ze spaní, ptá se jí Klára na schůzku s jejím chlapcem. Janě, která musí přihlížet, je to nepříjemné a vykřikne, aby dívku probudila a ta nic neprozradila.
Jana se do Roberta zamiluje, i Robert má schovanku rád.
Robert se dočká povýšení a odjíždí do Opavy kvůli probíhající reorganizaci veterinární správy. Klára s Janou za ním mají přijet později, až Robert získá byt. Jednou za ním přijedou na návštěvu. Na korzu na náměstí Robert svým známým představuje rodinu. Jeden muž považuje za jeho manželku Janu a ne Kláru. Toho dne se Klára chce předvést opavským měšťkám a vezme si na sebe nápadný a drahý klobouk, který ji však tlačí a bolí ji z něho hlava. Manželky pánů Kláru za jejími zády pomlouvají, Jana s Robertem vidí, že klobouk není dobrý, ale Klára jej i přes jejich rady odmítá sundat. V restauraci se Klára chová nevhodně, zouvá si boty a srká polévku, nevhodnost svého chování si však neuvědomuje. Po večerním ohňostroji Klára nemůže Roberta najít a hystericky shání svého "bobečka" i mezi politickými představiteli okresu.
Klára s Janou žijí dál na maloměstě a připravují se na stěhování do Opavy. Robert za nimi občas jezdí. Je však dočasně přeložen do Prahy. Když za nimi jednou přijede, Klára projeví přání, aby Jana zahrála písničku, kterou s otčímem hrávali. Jana se stydí, Klára naléhá, Robert Janu omlouvá. Když Robert odjíždí z města, loučí se s Klárou a pak s Janou – políbí ji a řekne jí, že ji miluje. Když se Klára z manželova dopisu dozví, že Robert musí zůstat v Praze ještě půl roku, zastihne ji mrtvice. Klára si myslí, že Robert má v Praze nějakou milenku. Leží několik dní ochromená. Její služebnictvo se jí zatím posmívá. Jana Kláru ošetřuje, avšak i ona je unavená. Navíc balí věci na stěhování do Opavy. Městský lékař Janě radí, aby si odpočinula a odjela pryč. Dá jí adresu na jednoho jeho kolegu, který má ordinaci v Brně a shání sekretářku.
Jana je utrápená nejen z Kláry, ale i ze svého citu k otčímovi. Ten jí opakuje, že musí být trpělivá a že on nemůže nic dělat. Když Klára s Janou balí věci na stěhování, Klára umírá. Po pohřbu Robert Janě říká, že odjedou pryč a budou moci spolu žít. Jana mu však odpoví, že ho přestala mít ráda a odchází od něj.
Natáčení filmu probíhalo v městečku Sobotka, okr. Jičín